# 杜西书
杜西书（1919年—1994年），男，福建邵武人，中华人民共和国军事人物，中国人民解放军少将，曾任北海舰队副政治委员，第五届全国人大代表。